# Cala del Torrent del Pi
La cala del Torrent del Pi és una platja natural del municipi de l'Ametlla de Mar (Baix Ebre), situada molt prop de la urbanització de les Tres Cales i envoltada d'un paratge de gran valor paisatgístic i ecològic. Té una longitud de 196 metres i una amplada mitjana de 24 metres, formada per sorra gruixuda, grava i còdols. Al fons marí hi ha formacions rocalloses amb presència de posidònies i cavitats que la fan d'interès per al submarinisme i snorkel. És accessible a peu pel camí de ronda, que coincideix amb el sender GR-92, així com en vehicle o embarcació, i disposa de dutxes i servei d'aparcament. S'hi practica el nudisme.
Rere la platja, a la desembocadura del torrent del Pi, s'hi forma una llacuna de rambla. L'espai, de 2,6 hectàrees, està declarat Reserva natural de fauna salvatge, forma part del PEIN 'Cap de Santes Creus' i està inclòs a la Xarxa Natura 2000 ES5140001 'Litoral meridional tarragoní'.